# Sybren Valkema
Sybren Valkema (Den Haag 13 augustus 1916 - Blaricum 15 februari 1996) was een Nederlandse glaskunstenaar. Hij bouwde in zijn eigen studio een kleine glasoven naar het voorbeeld van Harvey Littleton in Amerika, om daarmee studioglaskunst te maken. Vroeger was het de kunstenaar die het ontwerp maakte en de glasblazer die er vorm aan gaf. Dankzij de uitvinding van een klein, verplaatsbaar smeltoventje dat in het eigen atelier gebruikt kon worden, kreeg de kunstenaar de onbeperkte vrijheid om zelf met het materiaal glas te werken en te experimenteren. 

## Glasschool Leerdam
Valkema kwam in 1943 in contact met Andries Copier, die in 1940 de opleiding van de Glasfabriek Leerdam had opgericht, de 'Glasschool'. Tot 1948 was Valkema daar docent algemene esthetische vorming en bracht hij de leerlingen vormenleer, beeldende kunst en meteen ook enthousiasme voor glas bij.

## Vrij glas/studioglaskunst
In de vijftiger en zestiger jaren van de 20e eeuw maakte Sybren Valkema als freelancer diverse ontwerpen unica, serica en gebruiksglas voor de Glasfabriek Leerdam. In tegenstelling tot zijn voormalige leerlingen Willem Heesen, Floris Meydam en Gerard Thomassen was zijn productie niet groot, maar vooral gericht op het vergroten van de technische mogelijkheden van glas in het bedrijf.
In 1969 richtte Valkema de glasafdeling van de Gerrit Rietveld Academie op. Hij was tot 1980 docent en directielid op de Rietveldacademie. Deze opleiding was de eerste in Europa en is belangrijk geweest voor het naoorlogse ‘vrije glas'. Valkema bedacht de term vrij glas voor door kunstenaars ontworpen en vervaardigd glas.
Na zijn pensionering in 1980 trok Valkema langs glasstudio's in binnen- en buitenland om samen met zijn vakgenoten te werken en experimenteren.
Het archief van Valkema is in bruikleen bij RKD-Nederlands Instituut voor Kunstgeschiedenis, Anna Carlgren is de curator van het Archief Sybren Valkema.
Over het werk van Valkema is in 2005 een boek uitgegeven door het Nationaal Glasmuseum in Leerdam: De Wereld Volgens Valkema.

## Prijzen
- 1986 Glasmuseum in Ebeltoft (Denemarken): 'The Sybren Valkema Honorary Prize'
- 1987 Vriendenprijs Vereniging van Vrienden van Modern Glas
- 1994 Lifetime Achievement Award van de Amerikaanse Glass Art Society.

## Tentoonstellingen
- 16 oktober 2005 – 5 maart 2006, Nationaal Glasmuseum – De wereld volgens Valkema
- 14 maart 2009 – 1 november 2009, Glas(s), Gerrit Rietveld Academie Amsterdam 1969-2009.